# Krócica

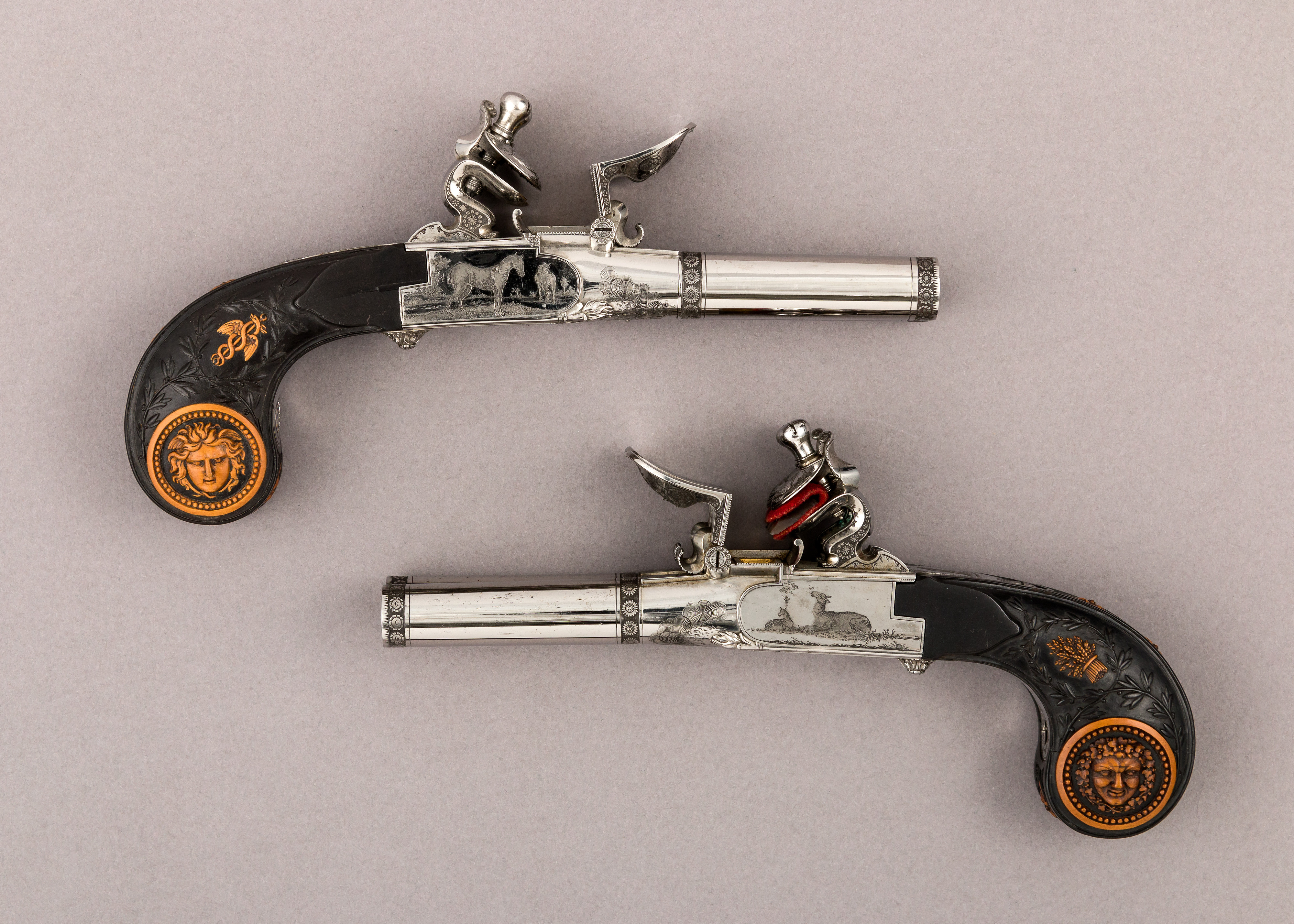
Para krócic z przełomu XVIII i XIX wieku

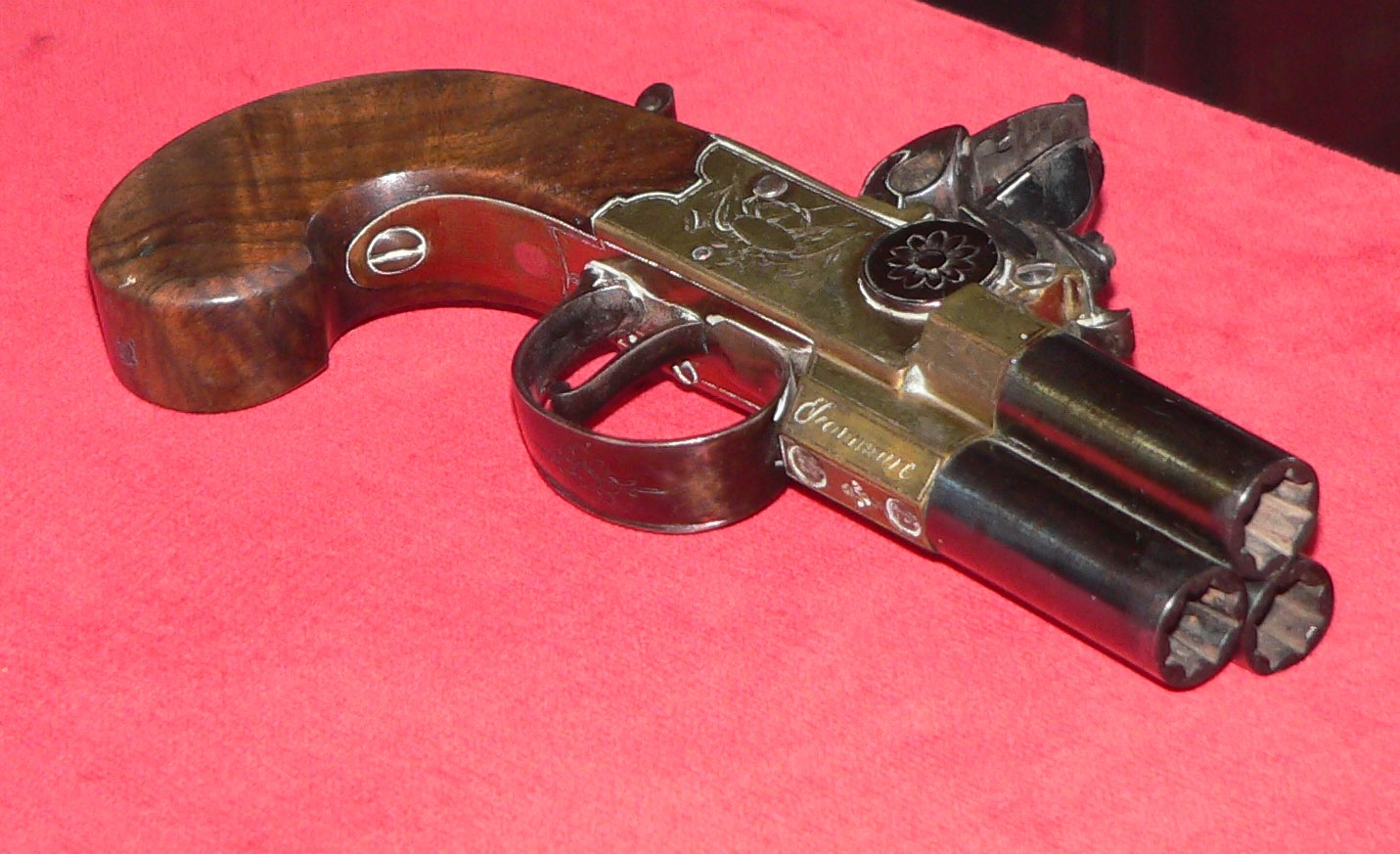
Krócica wyposażona w trzy lufy

Krócica – staropolskie potoczne określenie małego pistoletu przeznaczonego do samoobrony. Krócice wyposażane były w zamki skałkowe lub kapiszonowe oraz bardzo krótkie lufy zapewniające minimalną donośność.
Jako broń przeznaczona do samoobrony, cechowały się małymi gabarytami ułatwiającymi ich przenoszenie na przykład w czasie podróży (stąd też nazywane były niekiedy pistoletami podróżnymi). W celu zmniejszenia gabarytów w niektórych egzemplarzach stosowano składane języki spustowe pozbawione kabłąka, tworzące po zamknięciu gładką powierzchnię pod częścią zamkową. Skrajnie niska donośność i celność sprawiały, że skuteczne użycie tej broni było możliwe jedynie z minimalnej odległości (dlatego też nie wyposażano ich w celowniki). W celu zwiększenia skuteczności produkowane były często również w wersjach wyposażonych w kilka luf. Krócice często były bogato dekorowane.
Julian Ursyn Niemcewicz wspominał po latach, że po bitwie pod Maciejowicami stoczonej w październiku 1794 z Rosjanami, naczelnik insurekcji Tadeusz Kościuszko chciał popełnić samobójstwo wkładając krócicę do ust ale broń nie wypaliła.